# István Hollós
István Hollós, eigentlich Isidor Hesslein, deutsch auch Stephan Hollos, (geboren 19. April 1872 in Budapest, Österreich-Ungarn; gestorben 2. Februar 1957 in Budapest, Ungarn) war ein ungarischer Psychiater und Psychoanalytiker.

## Leben
Isidor Hesslein wuchs in kleinbürgerlich-jüdischen Verhältnissen auf. Er studierte von 1891 bis 1896 Medizin an der Budapester Universität und ließ seinen Namen magyarisieren. Nach einem Jahr privatärztlicher Tätigkeit war Hollós zwischen 1900 und 1909 in einer Budapester Irrenanstalt angestellt, danach in einer Irrenanstalt in Hermannstadt, wo er die Eisengitter von den Fenstern entfernen ließ, was zu einer Senkung der Flucht- und Selbstmordversuche führte. Nach dem Ersten Weltkrieg, in dem er als Militärarzt eingezogen wurde, war er im Krankenhaus Angyalföld im Budapester 13. Bezirk und ab 1919 wieder im „Landesinstitut für Neurologie und Psychiatrie“ (Lipótmezö, 2. Bezirk Budapest) tätig. Unter seinem Einfluss seiner Erfahrungen in den Anstalten haben sich die ungarischen Psychoanalytiker früher als z. B. die österreichisch-deutschen mit der Anwendung psychoanalytischer Methoden bei der Behandlung der Geistesgestörten beschäftigt. Als er 1927 Hollós' Erfahrungsbericht Hinter der gelben Mauer; von der Befreiung des Irren las, musste sich Sigmund Freud eingestehen, dass er selbst „diese Kranken nicht liebe“ und im Unterschied zu Hollós' „Gefühlswärme“ und „Verständnis“ ihnen gegenüber intolerant sei. Hollós war auch ein Aktivist in der Abstinenzbewegung und führendes Mitglied der ungarischen Guttempler.
1913 gehörte er mit Sándor Radó, Ignotus und Sándor Ferenczi zu den Gründern der Ungarischen Psychoanalytischen Vereinigung und war ihr Vizepräsident, nach Ferenczis Tod wurde er 1933 ihr Präsident. Hollós war von Paul Federn analysiert worden.
Er nahm an den Diskussionen auf dem Budapester Psychoanalytischen Kongress 1919 teil – seine Frau Olga ( -1952) war dort als Gast zugelassen – und referierte auf dem Berliner Psychoanalytischen Kongress im Herbst 1922 über die „Ähnlichkeit der Träume und der Geisteskrankheiten“. 1925 wurde ihm vom autoritären ungarischen Regime von Miklós Horthy auf Grund seiner jüdischen Herkunft die Stelle in der Klinik gekündigt. Hollós, der auch laienhaft malte und Gedichte verfasste, veröffentlichte 1927 seinen Erfahrungsbericht Mein Abschied von der Klapsmühle zunächst auf Ungarisch: Búcsúm a Sárga Háztól, 1928 auf Deutsch. Seine wissenschaftlichen Beiträge erschienen nicht nur in der Fachpresse, sondern auch in der literarischen Zeitschrift Nyugat, zuerst 1914 zu dem Thema Rezitation von Lyrik. 1935 nahm er an der Vierländerkonferenz von Psychoanalytikern aus Österreich, der Tschechoslowakei, Ungarn und Italien teil. Mit Leopold Szondi war er befreundet und besuchte dessen Mittwochs-Seminare.
Mit Ferenczi und Dezső Kosztolányi übersetzte er Freuds Traumdeutung (1935) und Das Ich und das Es (1937) ins Ungarische.
Bei dem psychisch erkrankten Dichter Attila József übernahm 1934 die von ihm wissenschaftlich geförderte Nichte Edit Gyömrői die Behandlung, Hollós war Kontrollanalytiker. Als Gyömrői die Behandlung Ende 1936 abbrach, übernahm nicht er selbst den Klienten, sondern setzte dazu Róbert Bak ein. József beging 1937 Suizid.
Als die antisemitischen Gesetze 1938 den Juden in Ungarn die Berufstätigkeit erschwerten, erhielt Hollós aus dem Ausland verschiedene Angebote, die er aber ausschlug, statt seiner emigrierte Edit Gyömrői mit ihrem Mann nach Ceylon. Nach der deutschen Besetzung Ungarns im Frühjahr 1944 wurde die jüdische Bevölkerung Budapests ghettoisiert, während das Eichmann-Kommando außerhalb Budapests von der ungarischen Miliz mehr als 400.000 Juden ins KZ Auschwitz deportieren ließ. Hollós hatte von Raoul Wallenberg einen Schutzpass erhalten, trotzdem wurden er und seine Frau Olga im Dezember 1944 in einer Gruppe von 200 Juden von den Pfeilkreuzlern aus dem „Schwedenhaus“ an das Donau-Ufer gezerrt, wo ungefähr sechzig Juden erschossen wurden. Durch eine Intervention wurde die Mordaktion abgebrochen.
Nach Kriegsende wurde die Ungarische Psychoanalytische Gesellschaft von Hollós und Imre Hermann wieder aufgebaut, geriet dann aber nicht nur in die Kritik der Schulmedizin, sondern auch der ungarischen Stalinisten.
Hollós Buch Hinter der gelben Mauer; von der Befreiung des Irren, das bei Kurt Tucholsky 1929 eine gelobte „Nachttischlektüre“ war, wurde 1938 auf die Liste der von den Nationalsozialisten verbotenen Schriften gesetzt.

## Schriften
- István Hollós, Primary bibliography bei padd
- mit Sándor Ferenczi: Zur Psychoanalyse der paralytischen Geistesstörung. Internationaler Psychoanalytischer Verlag, Leipzig 1922.
- Stephan Hollos: Von den „Pathoneurosen“ zur Pathologie der Neurosen. In: Internationale Zeitschrift für Psychoanalyse. IX, 1923, Heft 3.
- Hinter der gelben Mauer; von der Befreiung des Irren Hrsg. Paul Federn, Heinrich Meng. Hippokrates-Verlag, Stuttgart, 1928
  - Bucsum a sárga háztól, Budapest : Genius, 1927
- The Cultural Weight and Social Position of the Hungarians in former Hungary. Budapest 1936.
- mit Sándor Ferenczi, Gertrude Margaret Barnes, Günther Keil: Psychoanalysis and the psychic disorder of general paresis. Nervous and mental disease publishing company, New York/Washington 1925.
- Briefe eines Entronnenen. István Hollós an Paul Federn. 17. Februar 1946. In: Psyche. 28, 1974, S. 266–268.
- Iván Fónagy: Report about the manuscript by István Hollós, „Der Aufstieg von der Triebsprache zur menschlichen Sprache“. In: Thalassa. 13 2002, 1–2., S. 74–76.